# Celobioză
Celobioza este o dizaharidă reducătoare cu formula [HOCH2CHO(CHOH)3]2O. Este formată prin condensarea a două molecule de β-glucoză prin formarea de legături β(1→4). Celobioza poate fi hidrolizată la glucoză enzimatic sau în prezență de acid. Molecula de celobioză are opt grupări hidroxil (OH) libere și două alte legături, de tip acetal și semiacetal, care au rolul de a forma legături de hidrogen inter- și intramoleculare puternice.

## Obținere
Celobioza se poate obține prin hidroliza parțială, enzimatică sau acidă, a celulozei și a altor materiale bogate în celuloză, cum ar fi bumbacul, hârtia etc. Prin tratarea celulozei cu anhidridă acetică, în prezență de acid sulfuric, se obține octoacetatul de celobioză, care nu mai are legăturile hidroxil libere și care este solubil în solvenți organici nepolari.